# Murialdo
Murialdo är en ort och kommun i provinsen Savona i regionen Ligurien i Italien. Kommunen hade 819 invånare (2018).